# Hip-Hop Evolution
Hip-Hop Evolution é uma série documental canadense de 2016 dirigido por Darby Wheeler que procura explorar os primeiros 20 anos da cultura hip hop. A série é apresentada pelo rapper Shad Kabango. Originalmente inserida na programação da HBO, Hip-Hop Evolution também pode ser visto na plataforma Netflix.
A série foi premiada na categoria Melhor Programa Artístico no Emmy Internacional 2017.

## Sinopse
Entrevistas com MCs, DJs e produtores do hip-hop mostram a evolução do gênero dos anos 70 aos 90 neste documentário eletrizante. Essencial para quem gosta do gênero.

## Prêmios
Emmy Internacional 2017
- Melhor Programa Artístico (venceu)